# 著名的諳德語的移出民者與流亡者列表（1933-1945年）
本表列出的是在納粹德國統治時期逃離納粹德國的諳德語的傑出人士。這其中亦包括在1935年5月1日之後逃出薩爾的、在1938年3月12日德奧合併後逃離奧地利的、或者在1939年3月15日之後逃出所謂的波希米亞和摩拉維亞保護國的移出民者。
在一些領域中，還列出了一些在納粹掌權之前已經逃離上述區域，而後因為政治敵視或種族迫害未能或不願重返德國的人。

## 文學與出版業
- 貝托爾特·布萊希特（1898–1956），劇作家、劇本作家和詩人
- 赫爾曼·布洛赫（1886–1951），奧地利作家
- 馬克斯·布羅德（1884–1968），作家、戲劇和音樂評論家
- 埃利亞斯·卡內蒂（1905–1994），保加利亞裔英國作家、格言家
- 阿爾弗雷德·德布林（Alfred Döblin，1878-1957），精神病學家和作家
- 布魯諾·法蘭克（1887–1945），作家
- 埃米爾·路德維希（1881–1948），瑞士作家
- 艾莉卡·曼(1905–1969)，女演員、歌舞表演藝術家、作家和編輯
- 海因里希·曼（1871–1950），作家
- 克勞斯·曼（1906–1949），德裔美國作家
- 托馬斯·曼（1875-1955）和他的妻子卡蒂亞·曼（1883-1980）
- 羅伯特·穆齊爾（1880–1942），奧地利作家、戲劇評論家
- 埃里希·瑪利亞·雷馬克（1898–1970），作家
- 約瑟夫·羅斯（1894–1939），奧地利作家、記者
- 奧托·呂勒（1874–1943），政治家和作家
- 內莉·薩克斯（1891-1970），德裔瑞典猶太作家和詩人
- 安娜·西格斯（1900–1983），作家
- 庫爾特·圖霍爾斯基（1890–1935），作家，自 1924 年起主要居住在國外
- 埃里希·韋納特（1890-1953），作家
- 彼得·魏斯（1916-1982），德裔瑞典作家、畫家、平面藝術家和實驗電影製片人
- 埃利·維瑟爾（1928–2016），羅馬尼亞裔美國作家、大學教授和公關人士
- 弗里德里希·沃爾夫（1888-1953），順勢療法和自然療法醫生、作家和劇作家
- 卡爾·楚克邁爾（1896–1977），作家
- 阿诺尔德·茨威格（1887–1968），作家
- 斯蒂芬·茨威格（1881–1942），奧地利作家、翻譯家、和平主義者

## 戲劇
- 莉莉·帕爾默（1914–1986），女演員

## 電影

### 納粹統治前的移民
- 約瑟夫·希爾德克勞特（1896-1964），奧地利演員，20 世紀初前往美國
- 瑪琳·黛德麗（1901-1992），女演員，1930 年前往美國
- 海蒂·拉瑪(1914–2000)，奧地利女演員，1937 年經巴黎和倫敦前往美國
- 恩斯特·劉別謙(1892–1947)，導演，1922 年前往美國

### 逃離納粹勢力範圍
- 伊莉莎白·伯格納（1897-1986），奧地利女演員，1933 年經英國前往美國（1940 年）
- 恩斯特·德意志（1890–1969），奧地利導演，1938 年前往美國
- 莉莉·帕爾默(1914–1986)，女演員，1937 年經巴黎和倫敦前往美國，1954 年返回德國，但繼續在國際劇目中演出
- 奧托·普雷明格(1905–1986)，導演－1935 年去美國
- 羅伯特·維內(1873–1938)，導演－1934 年經布達佩斯和倫敦前往巴黎
- 比利·懷德（1906-2002），奧地利導演－1933 年去巴黎，1934 年去美國

## 音樂
- 恩斯特·布施(1900–1980)，歌手兼演員
- 弗里茨·布施（1890–1951），指揮
- 漢斯·艾斯勒（1898-1962），作曲家
- 盧卡斯·福斯（1922–2009），作曲家（美國巴黎）
- 保羅·興德米特（1895–1963），作曲家
- 埃里希·沃爾夫岡·科恩戈爾德（1897–1957），作曲家
- 埃里希·萊因斯多夫（1912–1993），指揮
- 阿諾德·勳伯格（1874-1951），作曲家
- 威廉·斯坦伯格（1899-1978），指揮
- 布魯諾·瓦爾特（1876–1962），指揮
- 卡爾·魏格爾（1881–1949），作曲家

## 美術與建築
- 馬克斯·貝克曼（1884-1950），畫家；荷蘭、美國（紐約）
- 漢斯·貝爾默（1902–1975），藝術家、作家
- 阿爾弗雷德·艾森施泰特（1898-1995），攝影師
- 萊昂內爾·費寧格（1871–1956），畫家、漫畫家
- 喬治·格羅茲（1893-1959），畫家、平面藝術家、漫畫家；美國
- 約翰·哈特菲爾德（1891-1968），畫家、平面藝術家
- 保羅·克利（1879–1940），畫家
- 安娜·馬勒（1904–1988），雕塑家
- 埃里希·門德爾松（1887-1953），建築師
- 路德維希·密斯·凡德羅（1886-1969），建築師
- 莫霍利-納吉·拉斯洛 (1895–1946)，畫家、設計師、攝影師
- 布魯諾·陶特（1880-1938），建築師；土耳其

## 政治（流亡期間具黨員身分者）
- 奧托·鮑爾（Otto Bauer，1881-1938），社會民主黨，奧利黨副主席（1918-1934）
- 威利·布蘭特(1913–1992)，SAPD
- 奧托·布勞恩(1872–1955)，德國社會民主黨，普魯士首相（1920 年至 1921 年、1921 年至 1925 年和 1925 年至 1932 年）
- 克勞斯·福克斯(1911–1988)，德國共產黨
- 庫爾特·哈格（1912–1998），德國共產黨
- 約瑟夫·黑根（Josef Hegen，1907-1969），捷克斯洛伐克共產黨
- 魯道夫·希法亭(1877–1941)，德國社會民主黨 (SPD)，帝國財政部長 (1923 年和 1928 年至 1929 年)，國會議員 (1924 年至 1933 年)
- 卡爾·考茨基（1854–1938），德國社會民主黨人，海德堡綱領的共同作者
- 赫爾曼·馬特恩(1893–1971)，德國共產黨，普魯士州議會議員 (1932–1933)，東普魯士區政治領袖
- 威利·明岑貝格（Willi Münzenberg，1889-1940 年），德國共產黨，德國國會議員（1924 年至 1930 年）
- 路德維希·奎德（Ludwig Quidde，1858–1941），愛爾蘭民主黨人，1927 年諾貝爾和平獎得主
- 威廉·皮克（ Wilhelm Pieck ，1876–1960），德國共產黨，紅色援助主席
- 威廉·索爾曼(1881–1951)，德國社會民主黨 (SPD)，國會議員 (1920–1933)，帝國內政部長 (1923)
- 奧托·斯特拉瑟（1897–1974），前納粹黨成員
- 瓦爾特·烏布利希( Walter Ulbricht ) (1893–1973)，德國共產黨，德國共產黨中央委員會委員，國會議員（1928 年至 1933 年）
- 赫伯特·韋納(1906–1990)，德國共產黨，德國共產黨中央委員會委員
- 奧托·韋爾斯(1873–1939)，德國社會民主黨 (SPD)，黨主席，國會議員 (1920 年至 1933 年)
- 馬庫斯·沃爾夫(1923–2006)，德國共產黨
- 克拉拉·蔡特金（1857–1933），德國共產黨，國會議員（1920 年至 1933 年）

## 科學

### 數學家
- 費利克斯·伯恩斯坦（1878-1956），數學家；美國
- 艾狄胥·帕爾 (1913–1996)，數學家；英國、美國、以色列
- 菲利普·弗蘭克（1884-1966），數學家、物理學家、哲學家；美國
- 庫爾特·哥德爾（1906–1978），數學家、邏輯學家；美國
- 約翰·馮·諾依曼（1903–1957），數學家；美國
- 卡爾·路德維希·西格爾（1896–1981），數學家；挪威、美國
- 赫爾曼·外爾（1885–1955），數學家；瑞士、美國

### 自然科學家和醫生
- 漢斯·貝特（1906–2005），物理學家；英國、美國
- 費利克斯·布洛赫（1905–1983），美國物理學家
- 馬克斯·玻恩（1882–1970），物理學家；英國
- 馬克斯·德爾布呂克（1906–1981），生物物理學家；美國
- 卡爾·傑拉西（1923–2015），化學家（避孕藥），作家
- 阿爾伯特·愛因斯坦（1879-1955），物理學家
- 保羅·彼得·埃瓦爾德（1888–1985），物理學家
- 詹姆斯·弗蘭克（1882–1964），物理學家
- 奧托·弗里施（1904-1979），物理學家；英格蘭
- 丹尼斯·加博爾（Dennis Gábor，1900-1979），工程師；英格蘭
- 理查德·戈德施密特（1878–1958），生物學家；美國
- 瑪麗亞·格佩特-梅耶（1906–1972），物理學家；美國
- 弗里茨·哈伯（1868–1934），化學家；英格蘭
- 西奧多·馮·卡門（ Theodore von Kármán，1881-1963），工程師；美國
- 漢斯·阿道夫·克雷布斯（1900–1981），生物化學家；英格蘭
- 沃爾特·科恩（1923–2016），物理學家；英國、加拿大、美國
- 庫爾特·勒溫（1890-1947），心理學家；美國
- 莉澤·邁特納（ Lise Meitner，1878-1968），物理學家；瑞典
- 奧托·弗里茨·邁爾霍夫（1884–1951），生物化學家；法國、美國
- 魯道夫·佩爾斯（1907–1995），物理學家；英格蘭
- 漢斯·賴興巴赫（1891–1953），物理學家、科學理論家、哲學家；土耳其，美國
- 奧托·斯特恩（1888–1969），物理學家；美國
- 利奧·西拉德（Leó Szilárd，1898-1964），物理學家；美國
- 愛德華·泰勒（1908–2003），物理學家；美國
- 尤金·保羅·維格納（1902–1995），物理學家；美國

## 人文社會科學

### 納粹統治前的移民
- 路德維希·維根斯坦（1889–1951），哲學家，1929 年起在劍橋

### 逃離納粹勢力範圍
- 魯道夫·阿恩海姆（Rudolf Arnheim，1904-2007），藝術心理學家；流亡：1933 年羅馬。 1939 年倫敦。 1940年紐約
- 埃里希·奧爾巴赫（1892-1957）是一位文學學者和浪漫主義研究學者。流亡：1933 年伊斯坦堡。 1947年美國
- 西格蒙德·佛洛伊德（1856-1939），精神分析學家
- 彼得·蓋伊（1923-2015），歷史學家、心理分析學家；美國
- 恩斯特·貢布里希（Ernst Gombrich，1909-2001），藝術史學家
- 馬克斯·霍克海默（1895-1973），社會學家；美國
- 亨利·基辛格（1923-2023），政治學家；美國
- 西奧多·萊維特（1925-2006），經濟學家，哈佛商學院教授
- 戈洛·曼（1909–1994），歷史學家
- 赫伯特·馬爾庫塞（1898-1979），哲學家、社會學家；瑞士、法國、美國
- 路德維希·馮·米塞斯（1881-1973），經濟學家；瑞士、美國
- 奧斯卡·摩根斯坦（ Oskar Morgenstern，1902-1977），經濟學家；美國
- 漢斯·摩根索（1904–1980），政治學家
- 尼古拉斯·佩夫斯納（ Nikolaus Pevsner，1902-1983），藝術史學家
- 卡爾·波蘭尼（1886-1964），經濟學家；英格蘭
- 威廉·賴希（Wilhelm Reich，1897-1957），精神分析學家
- 弗里茨·斯特恩（1926-2016），歷史學家

## 哲學和神學
- 西奧多·阿多諾（1903-1969），社會學家、哲學家；美國牛津
- 君特·安德斯（1902–1992），本名斯特恩，哲學家
- 漢娜·阿倫特（1906-1975），政治哲學家；法國、美國
- 華特·班雅明（1892-1940），哲學家、文學評論家；法國
- 古斯塔夫·伯格曼（1906-1987），哲學家，實證主義者；1938年從維也納到美國。
- 恩斯特·布洛赫（Ernst Bloch，1885–1977），哲學家；卡羅拉·布洛赫（Karola Bloch，1905–1994），作家
- 馬丁·布伯（1878-1965），哲學家；1938年巴勒斯坦
- 魯道夫·卡爾納普（1891–1970），哲學家，實證主義者（維也納學派）；1931年至1935年在布拉格；來自 1936 年的美國
- 恩斯特·卡西爾（Ernst Cassirer，1874-1945），哲學家、藝術史學家；瑞典、美國
- 菲利普·弗蘭克（1884-1966），哲學家，實證主義者；1938年從維也納和布拉格到美國
- 漢斯·約納斯（1903-1993），哲學家；經倫敦到耶路撒冷，戰後美國
- 漢斯·凱爾森（ Hans Kelsen，1881-1973），法哲學家；實證主義者；美國
- 卡爾·洛維特（1897–1973），哲學家；義大利、日本、美國
- 盧卡奇·捷爾吉（ Georg Lukács，1885-1971），哲學家，KP；1933 年從德國前往莫斯科（1941 年在那裡短暫被捕）
- 奧托·諾伊拉特（1882–1945），哲學家，實證主義者（維也納學派），積極的社會主義者（慕尼黑蘇維埃共和國，維也納），自 1934 年起因政治原因在荷蘭生活，1940 年逃往英國
- 赫爾穆特·普萊斯納（1892-1985），哲學家、社會學家；土耳其，荷蘭
- 卡爾·波普爾（ Sir Karl Popper）（1902–1994），哲學家；紐西蘭（1937年）、英國
- 漢斯·賴興巴赫（1891–1953），哲學家，實證主義者（柏林社會）；到美國（加利福尼亞州）
- 列奧·施特勞斯（1899–1973），哲學家；法國、英國、美國
- 保羅·蒂利希（1886-1965），系統神學家

## 體育
- 伊曼紐·拉斯克（1868-1941），國際象棋大師